# Strzałkowo (gemeente)
De gemeente Strzałkowo is een landgemeente in het Poolse woiwodschap Groot-Polen, in powiat Słupecki.
De zetel van de gemeente is in Strzałkowo.
Op 30 juni 2004 telde de gemeente 9555 inwoners.

## Oppervlakte gegevens
In 2002 bedroeg de totale oppervlakte van gemeente Strzałkowo 142,39 km², waarvan:
- agrarisch gebied: 86%
- bossen: 10%

De gemeente beslaat 16,99% van de totale oppervlakte van de powiat.

## Demografie
Stand op 30 juni 2004:
| Omschrijving                   | Totaal | Totaal | Vrouwen | Vrouwen | Mannen | Mannen |
| ------------------------------ | ------ | ------ | ------- | ------- | ------ | ------ |
| eenheid                        | aantal | %      | aantal  | %       | aantal | %      |
| inwoners                       | 9555   | 100    | 4781    | 50      | 4774   | 50     |
| bevolkingsdichtheid (inw./km²) | 67,1   | 67,1   | 33,6    | 33,6    | 33,5   | 33,5   |

In 2002 bedroeg het gemiddelde inkomen per inwoner 1422,17 zł.

## Administratieve plaatsen (sołectwo)
Babin, Babin-Holendry, Brudzewo, Chwałkowice, Graboszewo, Janowo, Janowo-Holendry, Katarzynowo, Kornaty, Krępkowo, Młodziejewice, Ostrowo Kościelne, Paruszewo, Skarboszewo, Strzałkowo, Szemborowo, Wólka.

## Overige plaatsen
Bielawy, Chwalibogowo, Ciosna, Gonice Drugie, Góry, Huby Chwałkowickie, Janowo-Cegielnia, Kokczyn Drugi, Kokczyn Pierwszy, Kolonia Kornaty I, Kolonia Kornaty II, Kornaty-Huby, Kościanki, Łężec, Podkornaty, Pospólno, Radłowo, Radłowo Leśne, Rudy, Sierakówo, Skąpe, Słomczyce, Słomczyce-Huby, Słomczyce-Parcele, Staw, Staw II, Szemborowo-Parcele, Unia, Uścięcin.

## Aangrenzende gemeenten
Kołaczkowo, Powidz, Słupca, Słupca, Witkowo, Września